# László Pákozdi (Fußballspieler)
László Pákozdi Gröschl, auch Ladislao Pakozdi, (* 30. Juni 1916 in Österreich-Ungarn; † 23. März 1993 in Santiago) war ein ungarischer-chilenischer Fußballspieler und -trainer. Der rechte Verteidiger war neunfacher ungarischer Nationalspieler. Als Trainer gewann Pákozdi die chilenische Meisterschaft. 1957 trainierte Pákozdi die chilenische Nationalmannschaft.

## Karriere

### Verein
László Pákozdi spielte die Anfangsjahre in seiner Heimat beim Elektromos FC Budapest und Salgótarjáni SE. Nach Ende des Zweiten Weltkriegs wanderte der hauptsächlich als rechter Verteidiger spielende Pákozdi nach Belgien aus und spielte für Royal Daring Club. Nach einem Jahr in Brasilien bei Botafogo FR fand der Ungar nach Empfehlung seines Landsmannes Ferenc Plattkó seine neue Wahlheimat Chile, wo er zum Abschluss seiner aktiven Karriere für die beiden Hauptstadtklubs Santiago Morning und Universidad Católica spielte.

### Nationalmannschaft
László Pákozdi spielte zwei Jahre in der ungarischen Nationalmannschaft und absolvierte neun Freundschaftsspiele, von denen er keines verlor. Sein Debüt gab Pákozdi kurz nach Ausbruch des Zweiten Weltkriegs Ende September 1939 unter Trainer Dénes Ginzery beim 5:1-Erfolg gegen Deutschland, sein letztes Länderspiel absolvierte Pákozdi im Dezember 1940 beim 1:1-Unentschieden gegen Kroatien.

### Trainer
László Pákozdi wurde nach der aktiven Karriere Trainer bei Audax Italiano und anschließend bei den Rangers de Talca. Zurück bei Audax führte er das Team mit 34 Punkten zur Meisterschaft 1957. 1957 wurde Pákozdi Trainer der chilenischen Nationalmannschaft. Er führte La Roja durch die Qualifikation für die Weltmeisterschaft 1958, allerdings konnte sich das Team nicht für das Endturnier in Mexiko qualifizieren. Danach trainierte der frühere ungarische Nationalspieler weitere Vereine in Chile sowie Atlético Grau und Alianza Lima in Peru.

## Erfolge
Audax Italiano
- Chilenischer Meister: 1957